# Lotto Sport Italia

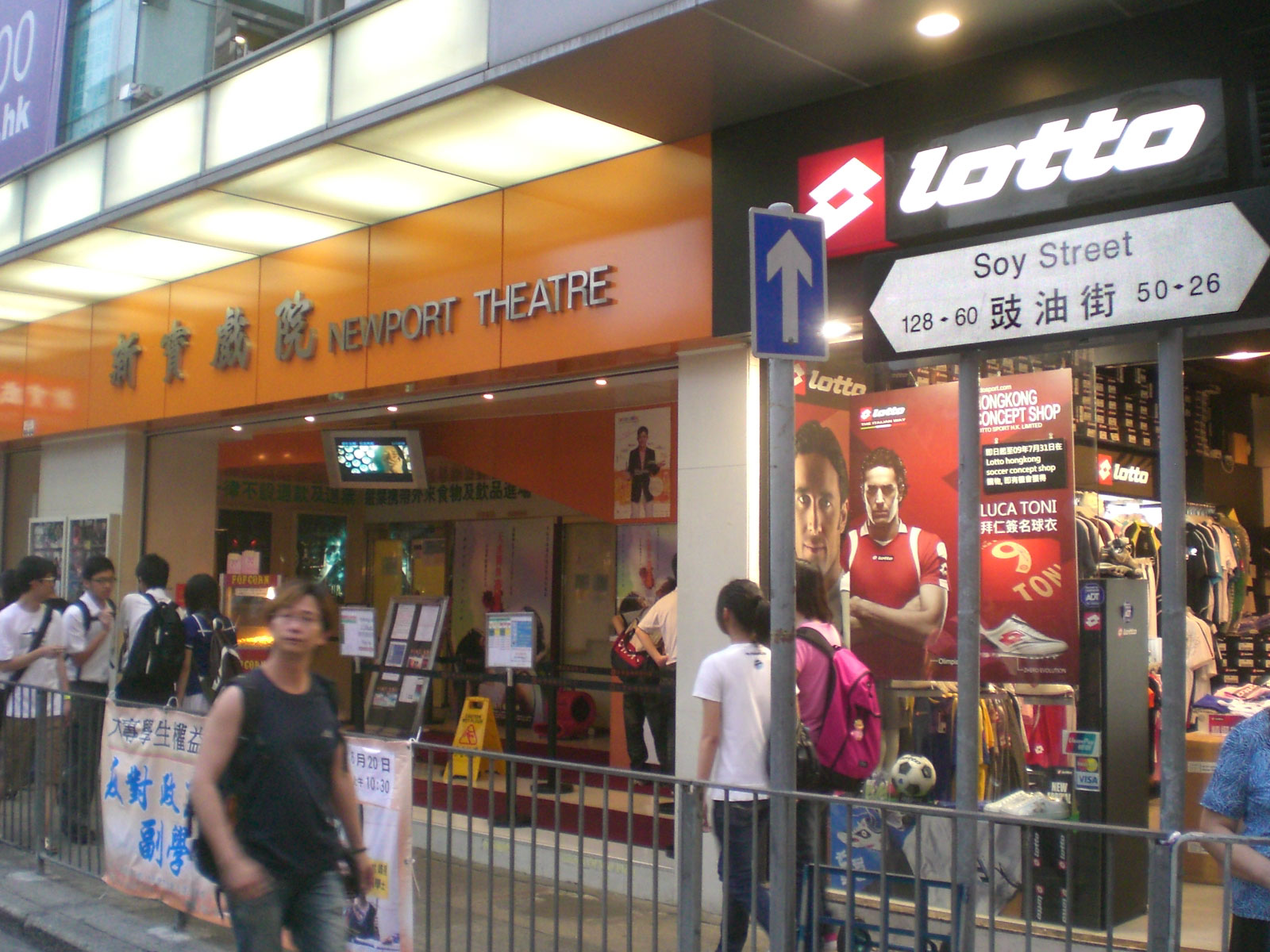
Obchod Lotto v Hongkongu.

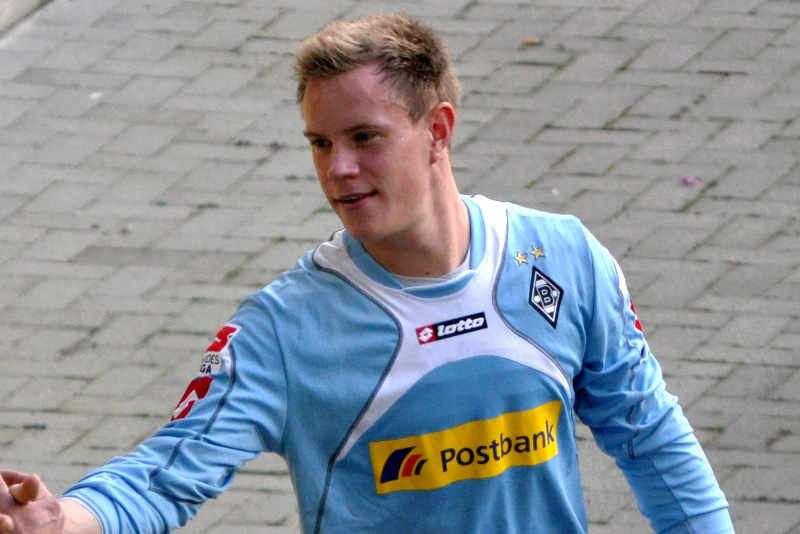
Německý fotbalový brankář a reprezentant Marc-André ter Stegen v dresu Lotto (2011).

Lotto Sport Italia je italský výrobce sportovního oblečení, obuvi a sportovních potřeb, který vznikl v roce 1973. Sponzoruje hráče a kluby baseballu (Diablos Rojos), kriketu (Kochi Tuskers Kerala), fotbalu (národní výběry Libanonu, Kostariky či Panamy, dále například Queens Park Rangers FC, FC Sochaux-Montbéliard, ACF Fiorentina, Ruch Chorzów a další) a tenisu (Dominik Hrbatý, David Ferrer, Nicolas Mahut a další).